# Kamniška Bistrica
Kamniška Bistrica je ledeniška dolina, ki se začene v zatrepih nad planinskim Domom v Kamniški Bistrici (600 m nmv), kjer izvira tudi istoimenska reka in od koder je izhodišče planinskih poti v Kamniške Alpe pri kraju Stahovica, in konča pri kraju Stahovica, severno od mesta Kamnik. 
Območje doline je bilo v zgodovini težko dostopno, zato je malo obljudena. Od nekdaj je bila svobodna last (alod) mesta Kamnik. Kasneje v zgodovini so se na območju doline, predvsem pa v spodmolih in jamah zadrževali vojni ubežniki (flehtarji) in rokovnjači. 100 do 200 m nad dolino se nahajajo Rokovnjaške oziroma Nandetove jame. Med drugo svetovno vojno je pod Kozjim hrbtom delovala partizanska bolnišnica Bela, danes so vidni še nekateri ostanki. Da so dolino oziroma višje ležeče kraje naseljevali že v pradavnini potrjujejo najdbe na planini V Sedli pod Kamniškim sedlom. Najdena je bila rimska fibula (sponka) iz konca 1 ali začetka 2. stoletja.
Prva dostopna cesta je bila zgrajena v tridesetih letih 20. stoletja in kasneje večkrat obnovljena ter nazadnje v sedemdesetih modernizirana. Ko še ni bilo ceste, so bile nad strugo Kamniške Bistrice speljane lesene galerije. Z gozdovi, ki preraščajo dno doline se je primerno gospodarilo, zato se okolje ni bistveno spremenilo, višje ležeči gozdovi pa imajo status varovalnih gozdov. Okoli Kamniške Bistrice prevladuje iglast gozd. Dolino v obliki kvadrata okoli 10 krat 10 km zapirajo gore od Krvavca, Kalškega grebena, Grintovca, Skute, Turske gore, Brane, Planjave, do Ojstrice in Velike planine ter Kamniški vrh in Ravni hrib. 
Reka Kamniška Bistrica, levi pritok reke Save izvira na nadmorski višini 623 m v zatrepnem delu doline Kamniške Bistrice in je dolga 33 km. Kamniška Bistrica je reka s tipičnim kraškim izvirom. Voda priteče na dan izpod skal, poraslih z mahom, nato pa se za kratek čas umiri v jezeru pri Domu v Kamniški Bistrici.
Dolina Kamniške Bistrice je glacialno oblikovana alpska dolina. Zgornji del doline, ki se konča pri sotočju Kamniške Bistrice in Korošice je v obliki črke U, spodnji del pa v obliki črke V. Zgornji del je bil v pleistocenu pod ledenikom, ki je pustil za seboj še danes lepo vidno čelno moreno
pod Drinovim robom. Ledenik je v dolini pustil precej ostankov: ledeniških moren in balvanov. Prav ti so posebej zanimivi in jim v teh krajih rečejo griča ali peč. Znani so balvani Sivnica in Lepi kamen ter Žagana in Pintarska peč, Gadova, Kavkina, Zavetrna, Brtucova in Jerebova griča. Na koncu doline, ki se tudi imenuje Konec, je nekdanji ledenik uravnaval in širil dno in naredil malo več prostora. Tu je tudi izhodišče označene poti za Kokrsko sedlo in več neoznačenih poti na Skuto (čez Gamsov skret) in Tursko goro (čez Žmavčarje).
Balvan Sivnica meri v višino okoli 40 m in ima obseg 50 m in je največji v tej dolini. Žagana peč pa je bolj kvadratast balvan z dokaj navpičnimi stenami, dimenzij 29 krat 15 m in zanimiv zato, ker je gladko razpočen 2 do 3 dm na široko.
Znamenitosti v dolini:
- Izvir Kamniške Bistrice.
- Mali izvirek, drugi stalni izvir Kamniške Bistrice, dobiva vodo iz pobočja Mešenika oz. izpod grebena Zeleniških špic.
- soteska Velikega in Malega Predáslja, kjer si je reka izrezala do 35 metrov globoko in ponekod samo 1 metra široko korito.
- slap Kopišnice.
- pritok Kamniške Bele.
- Nedaleč od izvira se nahaja dvorec (lovska koča) kralja Aleksandra Karađorđevića (tudi Tita), ki je nastal po načrtih arhitekta Jožeta Plečnika.
- Spominski park v majhnem gozdičku pod gorami, ki je posvečen vsem, ki so svoja življenja izgubili v Kamniško-Savinjskih Alpah.
- Ledeniški balvani.

Soteska Velikega in Malega Predáslja je gotovo med najbolj atraktivnimi točkami doline. Skupaj sta dolga okoli 300 m, v globino sega soteska do okoli 35 m in je ponekod tudi samo meter široka. Leta 1890 je pregrado zajezilo drevje nanešeno ob neurjih in ustvarilo 12 m visok slap. Leta 1952 se je ta pregrada podrla in slapa ni več. Še vedno pa je v soteski manjši 5 m slap. V Malem Predoslju je zagozden kamen, ki ustvari naravni most.
Poleg ledeniške preoblikovanosti je zanimiva tudi geološka sestava tal. Tukaj namreč najdemo tudi lapor in druge mehkejše kamnine (skrilavec, peščenjak), kar je dokaz, da je bilo v tej višini pred trideset milijoni let morje. Med plastmi je mogoče najti ostanke okamenelih rastlin in živali (školjk in polžev).
- Soteska Predáselj
- Izhod iz soteske Predáselj
- Izvir Kamniške Bistrice (Veliki izvir)
- Izvir Kamniške Bistrice (Veliki izvir)
- Zatrep doline Kamniške Bistrice
- Kamp Alpe